# مايكل تورنر
مايكل تورنر (بالإنجليزية: Michael Turner)‏ (مواليد 9 نوفمبر 1983 في ليويشام - إنجلترا) لاعب كرة قدم إنجليزي يلعب حاليا لصالح نادي الدرجة الممتازة سندرلاند الإنجليزي منذ 2009 في مركز قلب الدفاع .

## روابط خارجية
- مايكل تورنر على موقع قاعدة بيانات كرة القدم.إي يو (الإنجليزية)
- مايكل تورنر على موقع Soccerbase.com (لاعب) (الإنجليزية)
- مايكل تورنر على موقع عالم كرة القدم.نت (الإنجليزية)
- مايكل تورنر على موقع AS.com (الإسبانية)